# 아오야마 무네토시

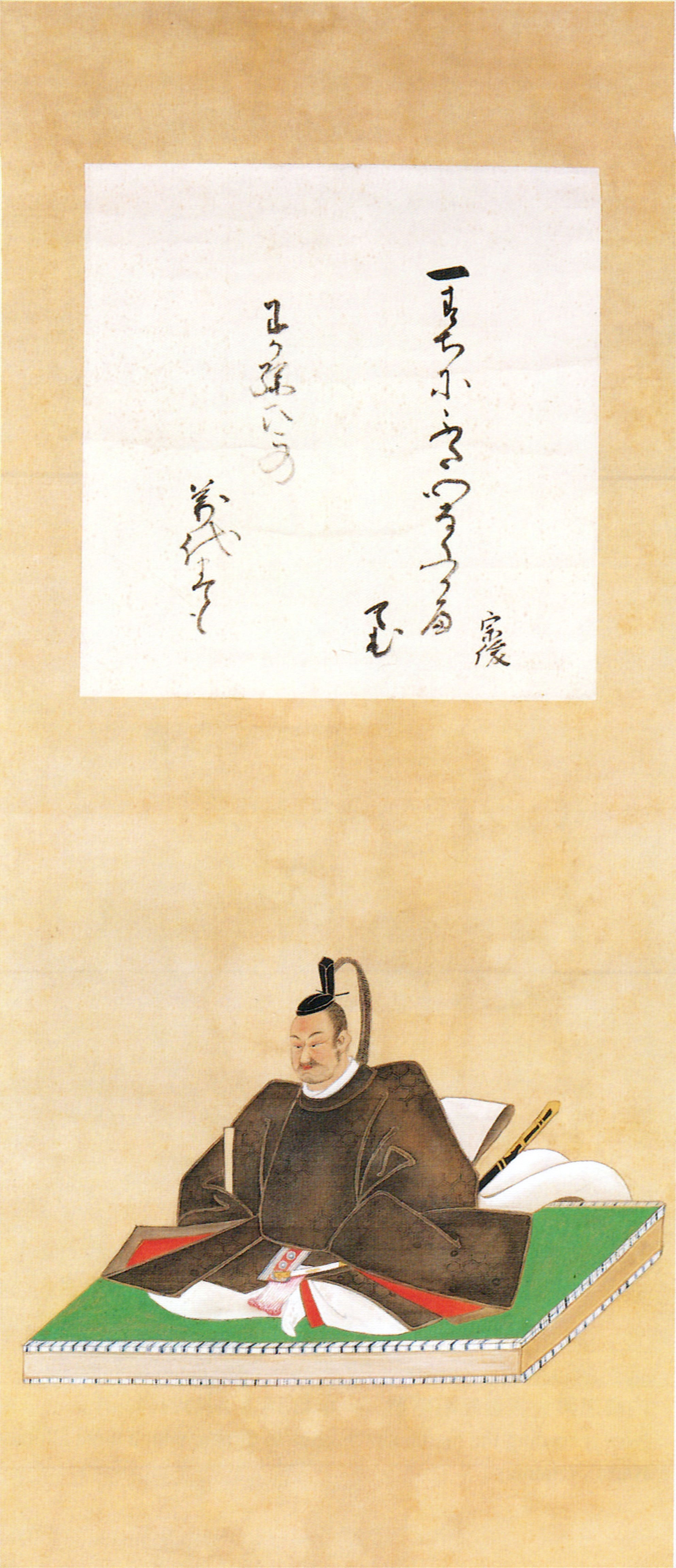
아오야마 무네토시

아오야마 무네토시(일본어: 青山宗俊, 1604년 12월 26일 ~ 1679년 3월 26일)는 에도 시대 전기의 하타모토, 다이묘이다. 시나노 고모로번주, 오사카 조다이, 도토미 하마마쓰번 초대 번주를 지냈다. 아오야마 종가 제3대 당주.
아버지는 아오야마 다다토시이며 어머니는 오쿠보 다다스케의 딸이다.